# La Colonie (film)
Pour les articles homonymes, voir La Colonie.
Pour plus de détails, voir Fiche technique et Distribution.
La Colonie (Tides) est un film germano-suisse de science-fiction écrit et réalisé par Tim Fehlbaum, sorti en 2021.

## Distribution
- Nora Arnezeder : Blake
- Iain Glen : Gibson
- Sarah-Sofie Boussnina : Narvik
- Joel Basman : Paling
- Sebastian Roché : le père de Blake
- Bella Bading (de) : Maila
- Sope Dirisu : Tucker
- Cloé Albertine Heinrich (de) : Blake jeune

## Sortie
Le 11 février 2021, la Berlinale a annoncé que le film aurait son avant-première mondiale à l'occasion de la 71e édition dans la section Berlinale Special.
Le film est sorti en vidéo à la demande le 8 septembre 2021.

## Accueil

### Accueil critique
Sur l'agrégateur américain Rotten Tomatoes, le film récolte 50 % d'avis favorables pour 26 critiques. Sur Metacritic, le film a une note de 52 sur 100, pour 6 critiques.
En France, sur Allociné, les spectateurs lui donnent la note de 2/5.

## Distinctions
- Festival international du film fantastique de Neuchâtel 2021 :
  - Prix RTS du public
  - Prix Imaging the Future du meilleur Production Design

- Bayerischer Filmpreis (2020) :
  - Meilleure réalisation
  - Meilleure photographie

- Deutscher Filmpreis 2021:
  - Meilleure musique
  - Meilleurs décors
  - Meilleur maquillage
  - Meilleurs effets visuels